# Kaláka (cég)
Kaláka Erdélyben 1921 és 1923 közt egy betéti társaság neve.

## Betéti társaság
Kolozsvárt hozta létre 1921-ben Kós Károly, Nyirő József, Paál Árpád, Szentimrei Jenő és Zágoni István a kalotaszegi magyar tömegek politikai fóruma, az Erdélyi Néppárt önálló sajtóorgánumának támogatására. A Kaláka 1921. november 13-án indította meg a Vasárnap c. néplapot, melyet felelős szerkesztőként Kós Károly jegyzett, 1922. június 15-től pedig Szentimrei Jenő szerkesztett.
A Kaláka kiadásában több könyv is megjelent, köztük Sipos Domokos Istenem, hol vagy? és Szombati-Szabó István Lavinák éneke c. kötete. A betéti társaságról kapta nevét a Benedek Elek köré tömörült kalákások írói mozgalma. A Kaláka és lapja konzervatív oldalról támadásoknak volt kitéve, az Erdélyi Néppárt pedig kompromisszumos megoldással 1922. december 28-án az újonnan alakuló OMP része lett. Ezt követően alakult meg két más kolozsvári kiadóvállalattal egyesülve 1923. május 1-jén a Haladás Lap- és Könyvkiadó Betéti Társaság, amelyben sikerült a Kaláka kibővítését és folytonosságát egy újabb évre biztosítani.

## Kalákások Erdélyben
Kalákások néven irodalmi csoport működött Erdélyben  az 1920-as években. A csoport nevét a Kolozsvárt alakult Kaláka betéti társaságról kapta, melynek lapjában, a Vasárnapban, a kalákások felvonultak.
A Benedek Elek körül csoportosult népi írók tömörülését nevezték kalákásoknak. "A kalákások mozgalmának élén Benedek Elek amolyan második Kazinczy-szerepet vállalt: bábáskodott a romániai magyar irodalom bölcsőjénél, távszervező, tanácsadó, aktív résztvevője volt az irodalmi életnek. Tőle vártak biztatást a fiatalok, amikor sorra bemutatkoztak írásaikkal..." – közölte Szabó Zsolt.
A népi csoport teljesítménye volt az az 1928 tavaszán megindított turnésorozat, melynek keretében Benedek Elek és "fiai" (Szentimrei Jenő, Nyirő József, Tamási Áron, Bartalis János, György Dénes, Kacsó Sándor, a balladaénekes Szentimreiné Ferenczy Zsizsi, ifjabb Delly Szabó Géza) – a "trupp" – fiatalon elhalt írótársuk, Sipos Domokos családja számára igyekeztek megélhetési alapot biztosítani. "Kalákába mentünk, hogy segítsünk..." – emlékezik az Erdély falvaiban és városaiban megtartott 45 előadásra a versmondó György Dénes. Annak ellenére, hogy egy-egy "úri csoport" ellen-rendezvényeivel keresztezte a vállalkozást, a kalákásoknak sikerült özvegy Sipos Domokosné és kisfia számára 50 000 lejt összegyűjteniük, és segélyben tudták részesíteni a Keleti Újság irányváltoztatása s az Újság megszűnése folytán radikális magatartásuk miatt állás nélkül maradt írókat is.